# Papierzerfall

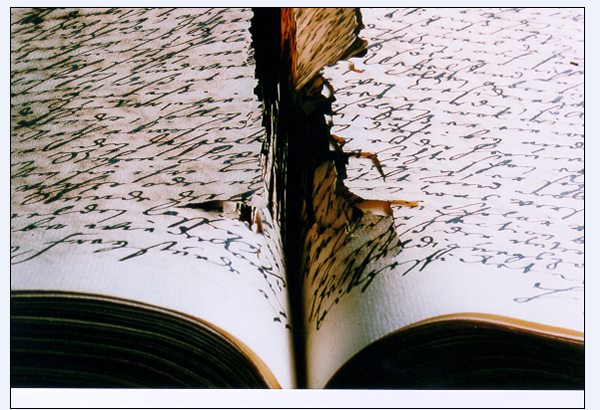
Papierzerfall durch Tintenfraß

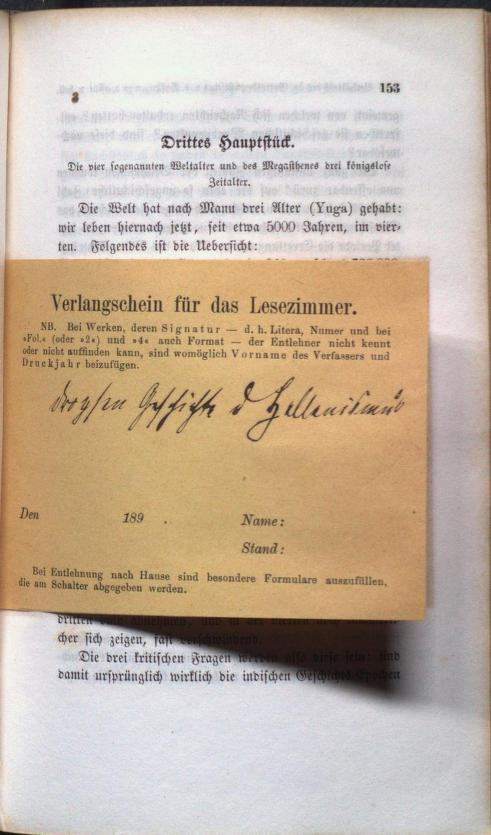
Buchseite mit Einlegezettel

Als Papierzerfall oder auch Papierfraß bezeichnet man die alterungsbedingte Auflösung von Papier, die häufig durch die Wirkung von im Material vorhandenen Säuren (Säurefraß) ausgelöst wird, aber auch durch äußere Einflüsse beschleunigt werden kann.

## Ursachen

### Ursachen durch Material und Herstellungsverfahren (endogen)

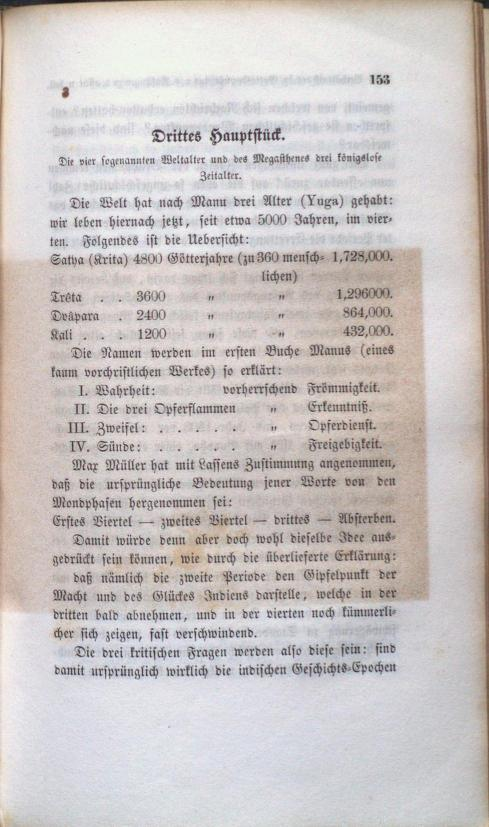
Papierschädigung durch eingelegtes säurehaltiges Papier

Papier erhält heute seine Strukturstabilität durch die Verwendung von Cellulosefasern aus Zellstoff. Dieser hat abhängig von Herkunft und Behandlung unterschiedliche Festigkeiten. Bei der traditionellen Papierherstellung in Europa wurde das Fasermaterial aus Lumpen, Hadern, durch mechanische Zerkleinerung und durch Verrotten in Gruben gewonnen. Stampfwerke und Holländer sorgten für eine passende Faserlänge bei der Entwässerung. Um das Auslaufen der Schriftzüge zu verhindern, wurde Papier mit Tierleim getränkt (Leimung). Dadurch wurde das Papier schwach alkalisch, da dieser Leim durch Kochen von Schlachtabfällen wie Haut, Knochen und Klauen unter alkalischen Bedingungen gewonnen wurde.
Der Darmstädter Apotheker Friedrich Illig ersetzte 1807 erstmals Tierleim durch eine Mischung von Harz mit Kaliumaluminiumsulfat (Alaun). Die Leimung wurde damit unabhängig von der Verfügbarkeit von Tierleim, aber das Papier erhält durch das Kaliumaluminiumsulfat einen niedrigen pH-Wert, wurde sauer. Das war bei der Papierherstellung durchaus erwünscht, weil dieser Zusatz die Faserbindungsfähigkeit verbessert. Bei längerer Lagerung führt ein niedriger pH-Wert des Papiers jedoch zu einer Zerstörung der Celluloseketten, da diese über säureempfindliche Acetalbrücken verknüpft sind; der Faserverbund des Papiers zerfällt in der Folge dieses Vorganges. Die Degradation der Cellulosemakromoleküle zu kleineren Moleküleinheiten verursacht eine nachlassende Flexibilität und Reißfestigkeit des betroffenen Papiers.
Die Präsenz von Säure kann auch bei aus Hadern hergestelltem Papier zu Problemen führen. Schreibtinte wurde früher häufig aus Gerbstoffen auf Gallapfelbasis mit Eisensulfat hergestellt. Bei alten Handschriften kann dies langfristig eine Zerstörung des Papiers durch Tintenfraß verursachen. Die saure Tinte zerstört auch Hadernpapier (siehe Abb.).
Die Verwendung von Alaun zur Beschleunigung der Flockenbildung (Flockung) erlaubte höhere Geschwindigkeiten und eine bessere Produktivität der Papiermaschinen. Für mehr als hundert Jahre wurde Papier maschinell bei niedrigem pH-Wert erzeugt. Aluminiumsulfat oder Alaun wurden in großen Mengen eingesetzt. Die gleichzeitige Verwendung von Zellstoff mit relativ kurzen Fasern und ungenügend aufgeschlossenen Holzstoffanteilen führte zu Papier mit geringer Reißfestigkeit und hohem Säuregehalt. Da die allermeisten Papierprodukte, wie etwa Zeitungen, nicht lange haltbar sein müssen, wurde dies nicht als wichtiges Problem betrachtet.
Heute existieren andere Systeme zur Flockung, die die Verwendung von Calciumcarbonat als Füllstoff erlauben. Sie bilden eine alkalische Reserve im Papier, die die nachteilige Acetalspaltung der Celluloseketten durch saure Papierinhaltsstoffe verhindert.
Heute wird bei der Papiererzeugung Kreide in großen Mengen bei vielen Sorten als Füllstoff eingesetzt. Altpapier enthält inzwischen so viel Kreide, dass selbst die Herstellung von preiswerten Papiersorten, wie Zeitungspapier, aus Altpapier unter neutralen bis schwach alkalischen Bedingungen erfolgt. Deshalb sind diese Papiersorten in ihrem Alterungsprozess stabiler.
Ein weiterer endogener Faktor, der Papierzerfall beschleunigen kann, ist die Drahtklammerheftung (Stahldraht), die im Falle einer Rostbildung zur Zerstörung des anliegenden Papiers im Falzbereich und damit zur Destabilisierung des Buchblocks beiträgt.

### Äußere Einflüsse (exogen)

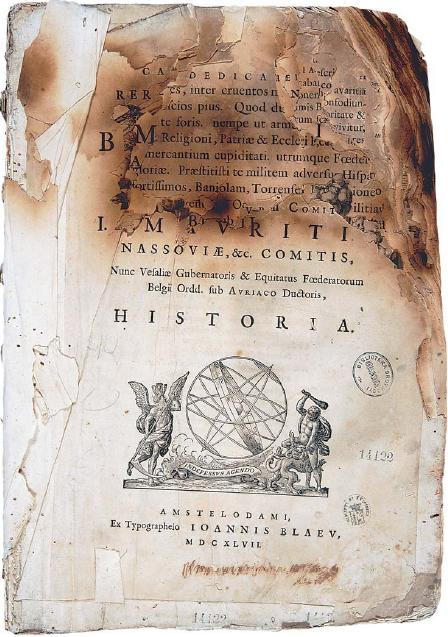
Brandschaden und partielle Übergangsschäden

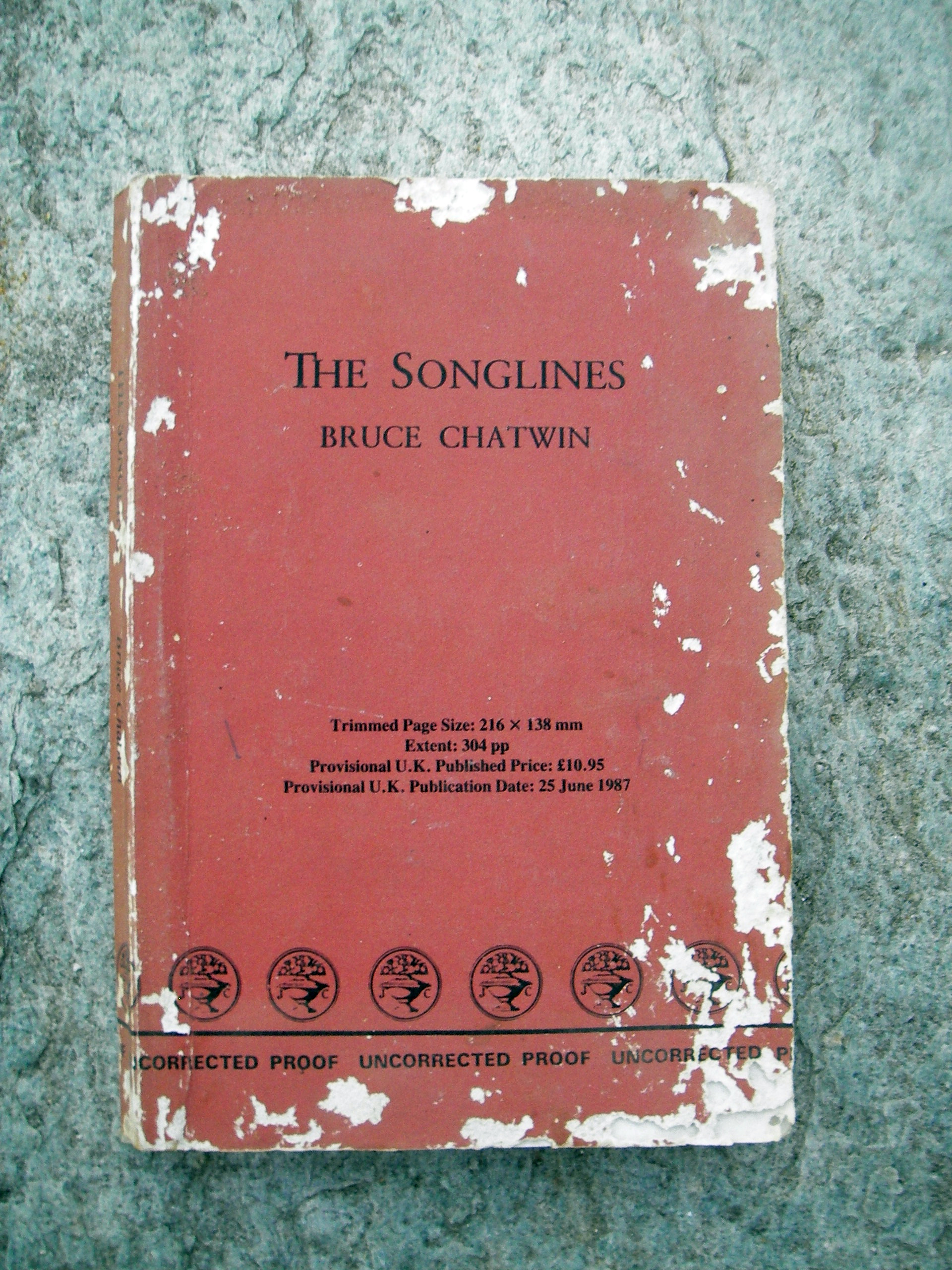
Buch von Silberfischchen angefressen

Äußere Einflüsse für den Papierzerfall sind vor allem Feuchtigkeit, die die Entwicklung von Schädlingen (z. B. Schimmelpilzen) ermöglicht, Wärme, die die Alterung des Papiers ebenso wie alle anderen chemischen Reaktionen beschleunigt, und Licht. Beim Umgang mit Papier kann dieses außerdem mit Schweiß verunreinigt werden. Negativ wirkt sich außerdem der Kontakt mit anderen säurehaltigen Materialien aus, z. B. mit Mappen aus säurehaltigen Materialien. Auch Luftschadstoffe wie z. B. Formaldehyd, Schwefeloxide, Stickoxide oder Ozon können den Papierzerfall beschleunigen. Weitere den Papierzerfall begünstigende Faktoren sind die Verwendungen von Post-Its und Klebeband. Außerdem schädlich sind mechanische Einwirkungen wie das weitwinklige Aufklappen von Büchern (z. B. auf 180°).
Durch Brandeinwirkung kann teilgeschädigtes Kulturgut aus Papier neben dem unmittelbaren Substanzverlust durch die Feuereinwirkung zusätzliche Folgeschäden durch thermische Destruktion in Übergangsbereichen und Verfärbungen erleiden. Die betroffenen Bereiche verkohlen oder weisen einen Verlust der mechanischen Stabilität in unterschiedlichen Abstufungen auf.

## Behandlung
Neben Insektenbefall zum Beispiel durch Nagekäfer (Bücherwürmer) oder Papierfischchen, Tintenfraß und Schimmel stellt säurebedingter Papierzerfall eine der größten Herausforderungen für die Bestandserhaltung in Archiven und Bibliotheken dar. Es gibt verschiedene Verfahren, um den Zerfall aufzuhalten, mittels Entsäuerung zeitweise oder aufwändiger, dauerhaft durch Papierspalten. Durch Feuchtigkeit geschädigtes Papier kann durch Gefriertrocknung behandelt werden. Insektenbefall wird durch ein Konzept des Integrierten Schädlingsmanagements bekämpft.

## Alterungsbeständiges Papier
Die Bezeichnung „alterungsbeständiges Papier“ ist von relativer Aussage, weil jedes Material einer Alterung unterliegt. Gemeint ist hiermit ein Papier, das wenig oder keine Inhaltsstoffe enthält, die dessen Alterung beschleunigen. Vorrangig handelt es sich um Säureanteile oder Säure freisetzende Inhaltsstoffe sowie Bestandteile, die durch Luft-, Temperatur- und Lichteinwirkung eine beschleunigte Alterung in Form von Vergilbung und Sprödigkeit verursachen. Seit der Erfindung des Holzschliffpapiers durch Friedrich Gottlob Keller um das Jahr 1841, die den Massenbuchdruck des 19. Jahrhunderts beschleunigte, wurde die Problematik der Papieralterung zu einem zentralen Problem der Industriegesellschaft.
Seit den 1990er Jahren wurden sich Papier- und Buchproduzenten, Verleger und Bibliothekare zunehmend des Problems bewusst, dass der Papierzerfall für die Bewahrung von Wissen in Archiven und Bibliotheken eine große Herausforderung darstellt. Dementsprechend wurden Forderungen an die Eigenschaften von altersbeständigem Papier und für dessen Verwendung aufgestellt, etwa die „Frankfurter Forderungen zur Verwendung alterungsbeständiger Papiere für die Buchherstellung“. Anforderungen an alterungsbeständiges Papier sind unter anderem in der DIN EN ISO 9706 definiert.